# Output Pressure
Output Pressure, född 7 maj 2014 på Tillinge-Åby i Enköping i Uppsala län, är en svensk varmblodig travhäst. Han tränas av sin uppfödare och ägare Stefan Melander. Han körs oftast av Per Lennartsson.
Output Pressure började tävla i april 2017. Han tog sin första seger i den tredje starten. Han har till december 2018 sprungit in 907 000 kronor på 25 starter varav 4 segrar, 5 andraplatser och 5 tredjeplatser. Han kom på tredjeplats i Solvalla Grand Prix (2018). Han kvalade in till 2018 års final av Svenskt Travderby, men slutade oplacerad i finalloppet.